# Pollenia hermoniella
Pollenia hermoniella är en tvåvingeart som beskrevs av Andy Z. Lehrer 2007. Pollenia hermoniella ingår i släktet vindsflugor, och familjen spyflugor.
Artens utbredningsområde är Israel. Inga underarter finns listade i Catalogue of Life.